# Orazio Filippo Spada
Pour les articles homonymes, voir Spada (homonymie).
Orazio Filippo Spada, né le 21 décembre 1659 à Lucques (alors dans la république de Lucques, actuellement en Toscane, en Italie) et mort le 28 juin 1724 à Rome (alors dans les États pontificaux) est un cardinal italien du XVIIIe siècle. 
Il est un petit-neveu du cardinal Giambattista Spada (1654).

## Biographie
Orazio Filippo Spada est internonce à Bruxelles (en) en 1696. Il est nommé archevêque titulaire de Thèbes (de) en 1698, envoyé comme nonce apostolique à Cologne la même année et comme nonce extraordinaire auprès de l'empereur Léopold en 1702. En 1703, il est nommé nonce apostolique en Pologne et en 1704 il est transféré au diocèse de Lucques.
Le pape Clément XI le crée cardinal lors du consistoire du 17 mai 1706. Le cardinal Spada est transféré au diocèse d'Osimo en 1714. Il participe au conclave de 1721, lors duquel Innocent XIII est élu pape et à celui de 1724 (élection de Benoît XIII).